# Білозерка (Херсонський район)
Білозе́рка (інші назви — Іванівка (від 1780 року), Скадовка (від 1798 року) — селище в Україні, центр Білозерської селищної об'єднаної територіальної громади, колишній адміністративний центр Білозерського району Херсонської області в Україні. Засновано 1780 року як маєток генерал-поручика Івана Ганнібала, одного із забудовників Херсона. 1847 року село отримало статус містечка.
Білозерка розташована на березі озера Біле, яке рукавом сполучене з Дніпром, за 14 км на південний захід від залізничної станції Херсон та за 6 км від міжнародного аеропорту «Херсон».
Населення 4,7 тис. жителів (1959), 9564 жителів (2001), 4,5 жителів (2023).
Основна сільськогосподарська спеціалізація району — землеробство (зернові культури, сади, виноградники) і м'ясо-молочне тваринництво.

## Етимологія назви
Сучасна назва селища Білозерка походить від озера Біле, на берегах якого й розташований населений пункт. За часів Російської імперії, а саме 1780 року селище отримало назву за іменем власника маєтку Івана Ганнібала — село Іванівська Білозерка, чи Іванівка. 1798 року Іванівку купив Балтазар Балтазарович Скадовський, тому селище почали називати — Скадовка, яке стало родовим маєтком херсонської гілки родини Скадовських.

## Географія

### Розташування
Білозерка розташована на півдні України, у південно-західній частині Херсонщини в межах степової зони на Причорноморській низовині Східно-Європейської рівнини. Смт розміщене на березі Білого озера, яке рукавом сполучене з Дніпром. На північно-східній околиці селища річка Білозірка впадає у озеро Біле.
Населений пункт знаходиться за 14 км на південний захід від залізничної станції Херсон і за 6 км від міжнародного аеропорту «Херсон». Фізична відстань до Києва — 450 км. З обласним центром селище сполучено автодорогою територіального значення Т-22-01.  За 8 км на північ — проходить автомобільна дорога міжнародного значення М-14 (Одеса—Мелітополь—Новоазовськ). Автомобільна дорога обласного значення О220225 «Білозерка—Станіслав—межа Миколаївської області» та О220201 «Білозерка—Кізомис» безпосередньо поєднує районний центр з населеними пунктами Білозерського району.

### Клімат
Клімат Білозерки помірно-континентальний, посушливий. Середня річна кількість опадів — близько 425—450 мм. Найближча метеорологічна станція розташована в Херсоні. Середня температура січня становить приблизно -2,5 ° С, у цей період дмуть переважно східні вітри. У липні середня температура повітря становить близько + 23 ° С, вітри переважно північні з переходом на південно-західні. Абсолютний максимум склав + 46 ° С; абсолютний мінімум близько -31 ° С.
| Клімат Білозерка        | Клімат Білозерка | Клімат Білозерка | Клімат Білозерка | Клімат Білозерка | Клімат Білозерка | Клімат Білозерка | Клімат Білозерка | Клімат Білозерка | Клімат Білозерка | Клімат Білозерка | Клімат Білозерка | Клімат Білозерка | Клімат Білозерка |
| Показник                | Січ.             | Лют.             | Бер.             | Квіт.            | Трав.            | Черв.            | Лип.             | Серп.            | Вер.             | Жовт.            | Лист.            | Груд.            | Рік              |
| Середній максимум, °C   | 0,5              | 1,6              | 5,7              | 14,4             | 21,0             | 25,6             | 28,1             | 27,6             | 22,2             | 15               | 7,9              | 3,5              | 14,4             |
| Середня температура, °C | −2,5             | −1,5             | 2,2              | 9,8              | 16               | 20,4             | 22,6             | 22,1             | 16,9             | 10,5             | 4,7              | 0,7              | 10,2             |
| Середній мінімум, °C    | −5,4             | −4,5             | −1,3             | 5,3              | 11,1             | 15,2             | 17,2             | 16,6             | 11,2             | 6,1              | 1,5              | −2               | 5,9              |
| Норма опадів, мм        | 33               | 30               | 26               | 32               | 40               | 46               | 50               | 36               | 42               | 28               | 35               | 38               | 436              |
| ----------------------- | ---------------- | ---------------- | ---------------- | ---------------- | ---------------- | ---------------- | ---------------- | ---------------- | ---------------- | ---------------- | ---------------- | ---------------- | ---------------- |
| Джерело:                |                  |                  |                  |                  |                  |                  |                  |                  |                  |                  |                  |                  |                  |

### Природні ресурси
Природні ландшафти мають переважно рівнинний характер типовий для території причорноморської низовини з пониженнями до озера Біле та балки. Місцевість низинна частково заболочена.
До основних водних об'єктів, які знаходяться по межі смт Білозерка зі східної та північної сторони, належать озеро Біле та обводнена частина Білозерської балки.
Ґрунтовий покрив території представлений темно-каштановими солонцюватими середньосуглинковими в комплексі з солонцями (30 — 50 %), темно-каштановими слабозмитими середньосуглинковими, темно-каштановими сильнозмитими середньосуглинковими, лучно-болотно неосушеними, болотними, лучними намитими середньосуглинковими ґрунтами й виходами рихлих лесовидних середньосуглинкових порід.
Територія знаходиться поза межами зони сейсмічної безпеки (згідно карт загального сейсмічного районування території України ЗСР-2004-А, ДБН В.1.1-12:2014 «Будівництво в сейсмічних районах України»).

## Історія

### Археологічні знахідки
У межах володінь землевласників Скадовських упродовж 1886—1889 рр. здійснювались археологічні розкопки. У районі Білозерки знайдено такі пам′ятки: кургани доби міді-бронзи й 3 антропоморфні стели. Ці стелі є не лише найдавнішими монументальними скульптурами, але й пам′ятками релігійного культу племен епохи міді (4—2 тисячоліття до н. е.). Також виявлено скіфське городище й курганні поховання IV—III ст. до н. е., сарматські поховання та дві кам'яні баби кочівників XI— XIII століть. Курганна група на правому березі Дніпра, курган № 8 у насипу якого виявлено мальовану амфорку усатівського типу з вушками на плічках. Розкопки проводив Скадовський Г. Л. 1887 р. Фонди XV.
В античну епоху територія району входила до складу Ольвійської хори — давньогрецького міста (колонії), центр якого був розташований на території сучасної Миколаївської області. Починаючи з часів античності, територія щільно заселялася греками — колоністами.

### Козацька доба
Свою історію селище Білозерка починає із середини XVIII століття. Першими мешканцями Білозерки були колишні запорожці з поселення біля кургана Кебиха, що на території сучасної південно-західної частини села. У цих місцях 1754 року між Станіславом і майбутньою Білозеркою згадують зимівники запорожців — Якима Кравця (1755 — отаман Платнирівського куреня) та Михайла Бойка — козака Платнирівського куреня.

### У складі Російської імперії
Першим володарем Білозерки був генерал-цехмейстер Іван Абрамович Ганнібал, який 1780 року отримав 12 тис. десятин землі поблизу озера Білого. Першими поселенцями Білозерки були запорозькі козаки, що жили у зимівнику біля кургану Кебиха. Однак основна маса жителів — переселенці з Правобережної України. 1781—1782 рр. Іван Ганнібал збудував у Білозерці перший храм Святого Іоанна Предтечі. Архітектором, ймовірно, був Іван Матвійович Ситников, який зводив Катерининський собор в Херсоні. Іван Ситников у будівництві храму використав архітектурні традиції козацьких церков. Старовинна пам'ятка була втрачена через підтоплення.
Іван Ганнібал 1784 року за 3 тис. рублів продав свій маєток разом із людьми князю Безбородко. 1798 року сім'я Миколи Львовича Скадовського придбала Білозерський маєток у князя, ставши таким чином третіми власниками (поміщиками) Білозерки. Маєток херсонського роду Скадовських був центром Білозерської волості Херсонського повіту. Від 8 жовтня 1802 року територія Білозерки була підпорядкована Херсонському повіту Миколаївської губернії згідно з Указом Сенату. А вже 15 травня 1803 року губернське управління з Миколаїва було переведено в Херсон і губернія стала іменуватись Херсонською. 1847 року селище отримало статус містечка. Напередодні селянської реформи (до 1861) у Білозерці налічувалося 107 дворів і 712 мешканців.
1886 року в смт мешкало 858 осіб на 149 подвір'ях. У містечку функціонували волосне правління, православна церква, школа, ощадно-позичкове товариство, лавка.
За переписом 1897 року кількість мешканців зросла до 1359 осіб (694 чоловічої статі та 665 — жіночої), з яких 1332 — православної віри. В економічному життя мешканців Білозерки провідне місце займало зернове господарство, значного розвитку набуло також тваринництво, головним чином вівчарство і конярство.

### Українська революція (1917—1921)
Після лютневих революційних подій 1917 року на територію Херсонської губернії поширювалась юрисдикція Центральної Ради. Перше встановлення радянської влади на території краю відбулося на початку 1918 року. У січні в Білозерці був створений сільський ревком. Вже у квітні 1918 року радянські війська були витіснені з Півдня України. Встановилася, хоча й ненадовго, адміністрація Української Держави, у той же час у селі перебували німецько-австрійські війська. З грудня 1918 року край знаходився під владою Директорії. Білогвардійці заволоділи Білозеркою у серпні 1919 року. Війська денікінців були вибиті радянськими частинами з села у січні наступного року.
Білозерський район в сучасних кордонах до 1917 року складався із 3-х волостей: Станіславської, Посад–Покровської, Білозерської. Після Жовтневої революції старий адміністративно–територіальний поділ Херсонщини, як і всієї України, був ліквідований.

### Радянська окупація України
Радянську владу в Білозерці було встановлено у липні 1920 року. Мешканці чинили збройний спротив політиці воєнного комунізму й Білозерка була охоплена антирадянським повстанням. Було розпущено сільську раду та на певний час організовано революційний комітет. Місцеві повстанці вбивали партійних активістів, закликали населення не сплачувати «розверстку» і продподатку. У грудні 1920 року білозерські повстанці вбили Р.  І. Вдовиченка — першого комуніста Білозерки. Повстання було придушене моряками Усть-Дніпровської флотилії.
На початку 20-х років організовано декілька артілей, товариств з обробки землі, згодом почали створюватися колгоспи та радгоспи. Суцільна колективізація розгорнулася з кінця 20-х років.
1922 року Одеська й Миколаївська губернії були об'єднані в Одеську губернію, до складу якого увійшов Херсонський повіт. 1923 року була проведена перша реформа адміністративно–територіального поділу УРСР за єдиним планом — був ліквідований поділ на повіти й волості при губерніях. Одеська губернія була розділена на 6 округів, у тому числі Херсонський округ із центром у м. Херсоні. Після цієї реформи Білозерка стала центром сільради Херсонського району.

#### Голодомор
Село постраждало від Голодомору, проведеного радянським урядом 1932—1933 рр. Рятуючись від примусового вилучення хліба, місцеві селяни ховали продукти в спеціальних ямах, але комуністична влада знаходила й вилучала звідти їжу. Відкривалися кримінальні справи за крадіжки зерна. Збереглися відомості про засудження за часів Голодомору, мешканців Білозерки, за невиконання плану здачі хліба, «безгосподарність». Мешканців села було засуджено під приводом участі у контрреволюційній організації, антирадянської діяльності, звинувачено у зраді Батьківщині. Відповідно до мартирологу Національної книги пам'яті України, складеного за свідченнями очевидців 2007 року було встановлено імена 2 загиблих.
Від 1939 року Білозерка — районний центр Білозерського району. У 1939 році після чергової реформи Указом Президії Верховної Ради Української РСР № 79 С № 32/7 від 1 квітня 1939 року з Херсонської міської ради виділена сільська територія і утворений сільський район з центром у селі Білозерка: «Присвоїти району найменування — Білозерський.  Включити до складу Білозерського сільського району Посад-Покровську, Киселівську, Чорнобаївську, Арнаутську, Білозерську, Кизій-Міську, Широкобалківську, Царево-Дарську, Станіславську, Надеждинську, Олександрівську та Лупарівську сільські ради Миколаївської міськради».

#### Німецько-радянська війна
17 серпня 1941 року Білозерка була окупована німецькими військами. 14 березня 1944 року за допомогою 295-ї стрілецької дивізії 1040 полку під командуванням генерала Василя Маргелова, Білозерка знову перейшла під контроль Радянської влади.

#### Повоєнний період
30 березня 1944 року Указом Президії Верховної ради СРСР було утворено Херсонська  область з частини земель Запорізької та Миколаївської областей з центром у Херсоні. До складу Херсонської області увійшов і Білозерський район.
Від 1954 року — селище міського типу.
1967 року в Білозерці було проведено реконструкцію скверу ім. Харченка. Споруджено меморіальний  комплекс у смт (автор — архітектор Ю. А. Васильченко): Братська могила воїнів Радянської Армії, пам'ятник на честь воїнів-односельчан і Стела загиблим  воїнам, на якій викарбувано 78 прізвищ.

### Сучасність
Сьогодні в райцентрі працюють підприємства з переробки сільськогосподарської продукції, мережа торговельних підприємств, відділення Укрпошти, заклади охорони здоров'я, освіти та культури. Облаштовано велосипедну доріжку за маршрутом Херсон — Білозерка.

### Російське вторгнення в Україну (з 2022)
В перші дні російського вторгнення в Україну селище чинило опір заваливши землею та брухтом міст через річку Білозірка, але всеж було окуповане російськими військами.
У селищі відбулися мітинги проти російської окупації, на одному з яких, 14 березня, мітингувальники перекрили дорогу російській техніці, в результаті чого російські війська відкрили по людям вогонь, мітинг було зірвано.
21 травня, російські війська обстріляли селище, загинуло 3 цивільні особи.
Ввечері 9 жовтня, Збройні сили України нанесли удар по ангару, розташованому у селищі та в якому базувалися російські війська.
11 листопада Збройні сили України визволили селище з-під окупації в ході контрнаступу в Херсонській області.
Після звільнення Збройними силами України село перебуває під постійним вогнем російської армії. 19 листопада російські терористи обстріляли гуманітарну точку в селищі під час роздачі хліба. В результаті підступного обстрілу було поранено 5 людей.
Вночі 20 лютого 2023 року російські війська обстріляли селище запалювальними снарядами.
Ввечері 28 квітня ворог обстріляв Міську лікарню, на місті влучань снарядів виникла пожежа, 1 людина загинула, ще 3 - поранені.

## Населення
В адміністративному центрі Білозерської волості Херсонського повіту 1912 року мешкало 2046 осіб, налічувалося 339 житлових будинків.
1959 року населення складало 4,7 тис. осіб. За українським переписом 2001 року — 9564 осіб, більшість — українці.
|         |      |      |      |      |      |      |      |      |
| до 1861 | 1886 | 1897 | 1956 | 1959 | 2001 | 2017 | 2018 | 2019 |
| 712     | 858  | 1359 | 3759 | 4700 | 9564 | 9695 | 9636 | 9565 |

### Мова
Розподіл населення за рідною мовою за даними перепису 2001 року:
| Мова            | Кількість | Відсоток |
| --------------- | --------- | -------- |
| українська      | 8467      | 88.53%   |
| російська       | 988       | 10.33%   |
| румунська       | 30        | 0.31%    |
| циганська       | 26        | 0.27%    |
| вірменська      | 17        | 0.18%    |
| білоруська      | 15        | 0.16%    |
| інші/не вказали | 21        | 0.22%    |
| Усього          | 9564      | 100%     |

## Політика
Голова селищної ради — Чередник Антоніна Іванівна.

## Соціальна сфера
- Білозерський науковий ліцей ім. Олександра Печерського (повна назва Білозерський заклад початкової освіти — науковий ліцей ім. О. Я. Печерського Білозерської селищної ради Херсонської області) Меморандум про співпрацю був затверджений підписами секретаря селищної ради Євгена Шепеля та ректора ХДАУ Юрія Кирилова. Сторони домовились об'єднати зусилля і спільно діяти в рамках для всебічного розвитку обдарованих дітей 12 грудня 2018 року[20].
- Білозерський ЗПЗСО № 2 ім. Б. Хмельницького (повна назва Білозерський заклад повної загальної середньої освіти № 2 ім. Богдана Хмельницького Білозерської селищної ради Херсонської області І—ІІІ ступеня). Засновано 1972 року[21].
- Білозерський заклад повної загальної середньої освіти № 3 Білозерської селищної ради Херсонської області.
- На території селища міського типу діють чотири дошкільних установ: Білозерський ясла-садок комбінованого типу № 2, Білозерський ясла-садок комбінованого типу № 3, Білозерський ясла-садок комбінованого типу № 4, Білозерський ясла-садок комбінованого типу № 5.
- Комунальна установа «Білозерський інклюзивно-ресурсний центр» Білозерської районної ради Херсонської області — центр для дітей з особливими освітніми потребами.
- Центр творчості дітей, юнацтва й молоді Білозерської селищної ради
- КЗ «Білозерська дитяча музична школа»
- Комунальний заклад «Центр позашкільної освіти»
- Білозерська районна станція юних натуралістів
- Від жовтня 2006 року функціонує Білозерський Центр Регіонального Розвитку як районний осередок Херсонської обласної молодіжної громадської організації «Молодіжний Центр регіонального розвитку»[22]. Центр надає правову допомогу мешканцям, а також сприяє участі сільської молоді в громадянських заходах.
- Районний кінотеатр ім. О. Довженка — відкритий 17 січня 1960 року й мав назву «Кінотеатр ім. В. Леніна». Перший фільм, який демонструвався на його екрані — «Путівка в життя». 1964 року було показано перший кольоровий фільм. Основним видом діяльності районного кінотеатру є демонстрація кінофільмів для мешканців селища, улітку діють кіноклуби «В гостях у казки» і «Чебурашка».
- Функціонують лікарня на 275 койкомісць, поліклініка, СЕС, стоматологічна поліклініка, центр зайнятості, три церкви, мережа торгівельних закладів та закладів харчування.

## Культура
- 01 вересня 1969 (у реєстрі від 2009 року[23]) засновано Білозерський районний музей імені Дмитра Багалія (провулок Харченко). Музей спеціалізується на історії Білозерського району від найдавніших часів і до сьогоднішніх днів, містить розділи: археологія, період колективізації, Друга світова війна, післявоєнний період, а також сучасна історія (революція гідності, АТО—ООС)[24]. В експозиційній залі представлено понад 2700 експонатів.
- Від 2013 року діє інтерактивна виставка присвячена Скороходовій Ользі Іванівні «Культура на дотик». Експозиції представлені в Музею імені Дмитра Багалія й скеровані на тактильне сприйняття предметів.
- Білозерська централізована бібліотечна система [Архівовано 31 січня 2020 у Wayback Machine.]. Перша бібліотека в Білозерській волості (1922). 1949 року Білозерській бібліотеці присвоєно статус районної. У листопаді 1976 року було об'єднані районна (Білозерська районна бібліотека ім. П. Григоренка), дитяча (районна дитяча бібліотека ім. В. Стуса, 1952[25]) й сільські бібліотеки району в єдину мережу[26]. Білозерська районна бібліотека упорядковано три збірки: «Фантазери-казкарі» — збірка сценаріїв лялькових вистав, 2009; «Стежками Білозерського краю» — 2009 р.; «Бібліотечна Білозерщина: історичне становлення та еволюція діяльності» — 2012
- Районний будинок культури ім. С. Бондарчука — осередок мистецтва, проводяться культурно-масові заходи для різних категорій населення.
- Літературно-поетична студія «Біле озеро» (засновано 1982).
- Народний самодіяльний оркестр народних інструментів Білозерської школи естетичного виховання — керівник М. Буднік
- Зразковий хореографічний колектив «Фієста» Білозерської школи естетичного виховання — керівник І. Горєєва.

## Організації
Друковані ЗМІ:
- «Придніпровська зірка» — щотижнева громадсько-політична газета Білозерського району Херсонської області. Газета виходить від 1 листопада 1939 року.
- ПАТ «Білозерська районна друкарня» (від 1997 року).

Електронні ЗМІ:
- «Білозерка Online» — найпопулярніша білозерська спільнота у Фейсбук (більше 15 тисяч підписників). Заснована у 2019 році місцевим активістом Андрієм Піскуном.
- Білозерський чат [27]– Telegram-спільнота, створена у перші дні війни Андрієм Піскуном. Білозерський чат об'єднав жителів Білозерки у непростий час, там можна отримати корисну інформацію та просто поспілкуватись.

Спортивні:
- Херсонська обласна громадська організація «Федерація спортивного, бойового самбо та дзюдо»
- Громадська організація «Футбольна ліга Білозерського району»
- Білозерська РК ДЮСШ — дитячо-юнацька спортивна школа (повна назва: Районна комплексна дитячо-юнацька спортивна школа Білозерської районної ради Херсонської області).
- Футбольний клуб «Іскра» — фіналіст кубка Херсонської області 1994 року[28].

Благодійні:
- Херсонський обласний Благодійний Фонд «Південна місія»

## Пам'ятки
- Будинок культури Білозерського району (смт Білозерськ) — громадський центр, пам'ятка архітектури.
- Курган ім. Д. Яворницького —археологічна пам′ятка.

###### Пам'ятки природи
- На березі озера Біле (вулиця Кооперативна) розташовані Білозерські джерела — гідрологічна пам'ятка природи місцевого значення з 1983 року. Облаштовано «ванну молодості», яка має температуру — від 12 до 14 градусів будь-якої пори[29].
- Бакайський жолоб — один із об'єктів природно-заповідного фонду Херсонської області, загальнозоологічний заказник місцевого значення із загальною площею 1680 га. Створений 1978 року[30].

## Пам'ятники
- Винищувач танків (самохідка) СУ—100 — пам'ятник визволителям селища за часів Другої світової війни в Білозерці, що встановлений з нагоди 30-річчя перемоги над гітлерівськими загарбниками (1975 року). Самохідка СУ-100 — бойова машина 2-го гвардійського механізованого корпусу, який відзначився при звільненні Білозерки, Берислава та інших міст.
- Пам'ятний знак на честь Сергія Бондарчука —урочисто відкритий у листопаді 2000 року до 220-річчя заснування Білозерки. Поряд розташована садиба, де народився і проживав до 5 років актор (вул. Кооперативна, 1).

## Релігія
- Храм Святителя Миколи Чудотворця УПЦ КП
- Церква Вознесіння Господнього УПЦ КП
- Храм Івана Предтечі УПЦ МП — нова кам'яна церква була збудована 1879 року на височині Білозерки за сприяння Льва Балтазаровича Скадовського, яка функціонує донині. У роки комуністичного лихоліття церква була закрита й пограбована. 1998 року вірянам вдалося її відновити.

## Видатні уродженці селища
- Бондарчук Сергій Федорович — уродженець Білозерки, всесвітньо відомий кінорежисер й актор, володар премії «Оскар»
- Бордак Олександр Григорович (1972—2015) — солдат Збройних сил України, учасник російсько-української війни.
- Кучерявий Ян Степанович (1986—2015) — солдат Збройних сил України, учасник російсько-української війни.
- Скадовський Микола Львович — український художник
- Скадовський Сергій Миколайович — професор Московського державного університету
- Скороходова Ольга Іванівна — кандидат психологічних наук
- Л. М. Руденко — доктор філологічних наук, професор, директор Інституту іноземної філології Херсонського державного університету
- Шимкуте Регіна Зігманто
- Людмила Ширіна — народна артистка України, солістка Одеського академічного оперного театру
- Сілецький Віктор Петрович(1950—2018) — багаторічний директор агрофірми радгоспу «Білозерський»;
- Голуб Федір Якович (1903,  Білозерка  - 1937, Київ) — радянський державний, комсомольський і партійний діяч, голова Одеського облвиконкому.   Член ЦК КП (б) У.

## Світлини

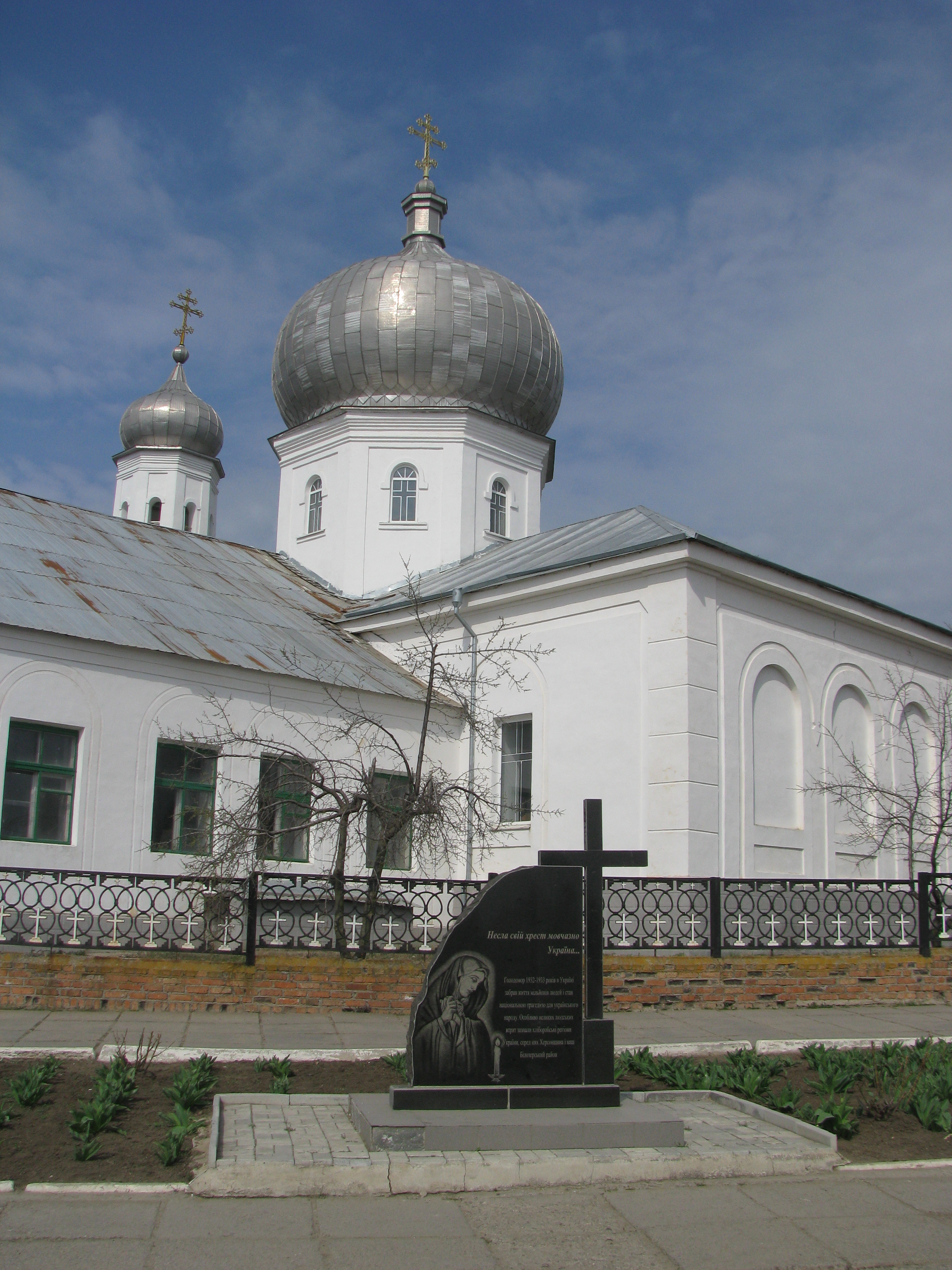
Пам'ятний знак жертвам голодоморів; відкрито 24 листопада 2007 року
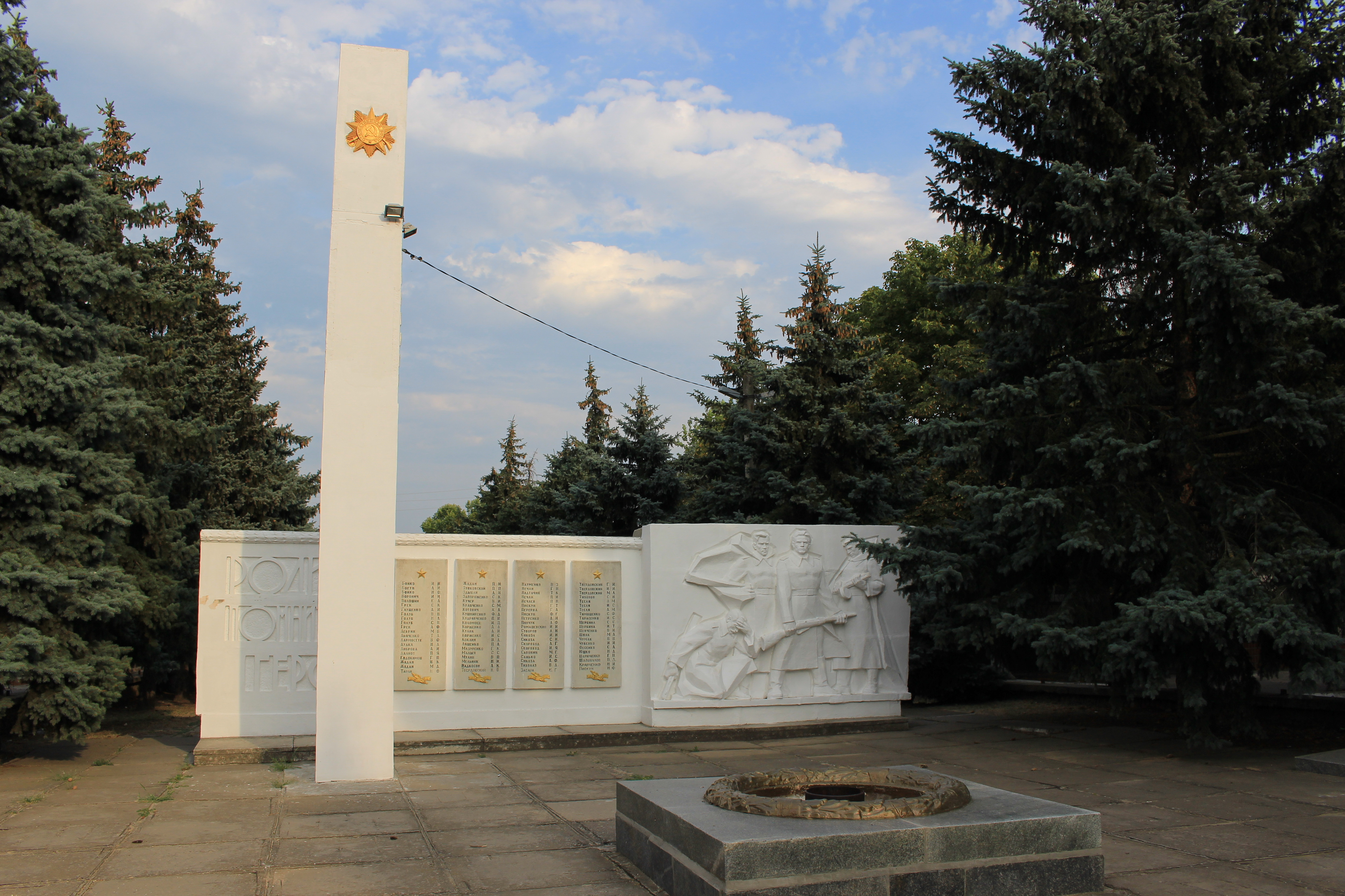
Меморіальний комплекс. Братська могила воїнів Радянської Армії і пам'ятник на честь воїнів-односельчан
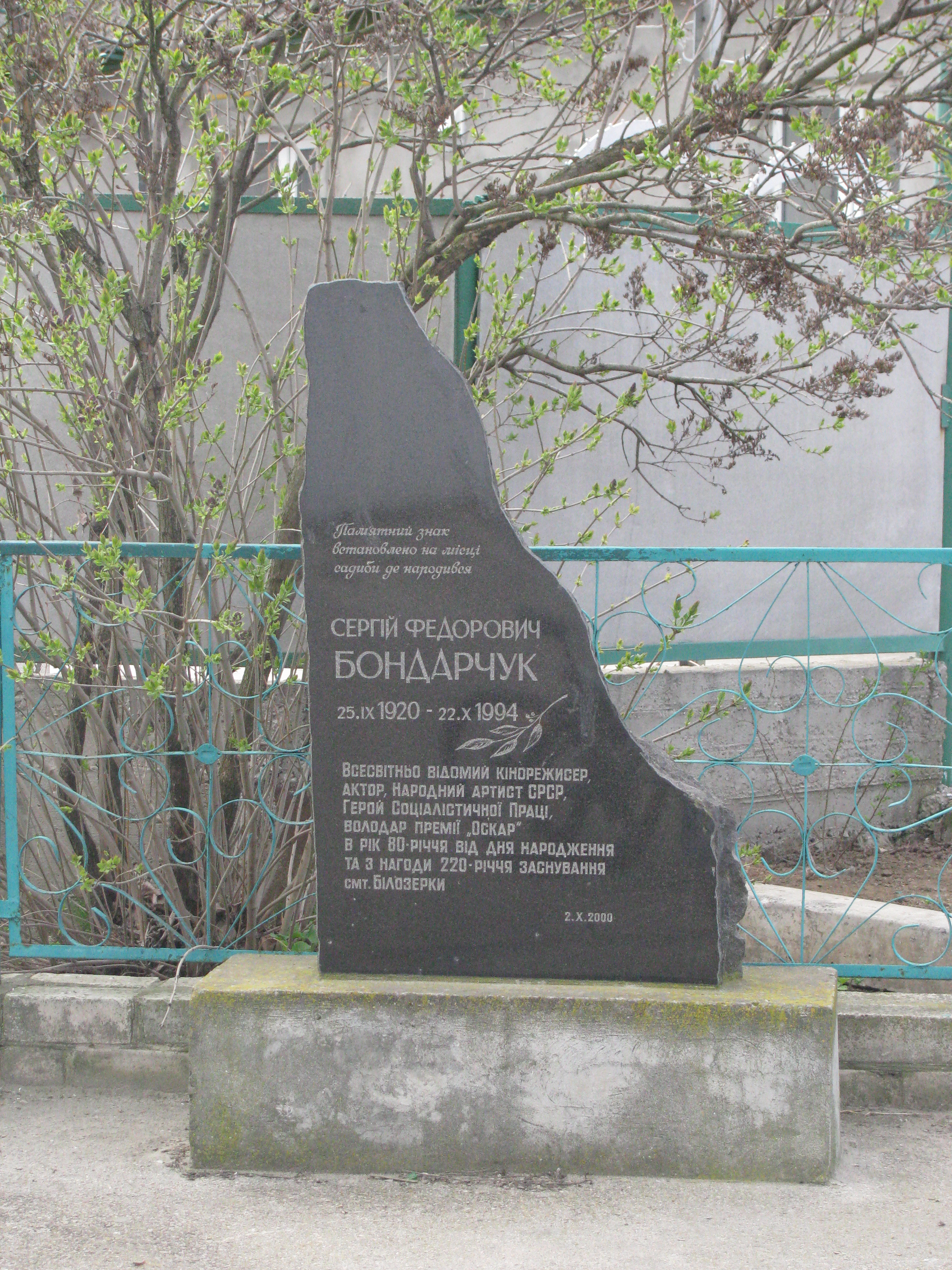
Пам’ятний знак на честь Сергія Федоровича Бондарчука
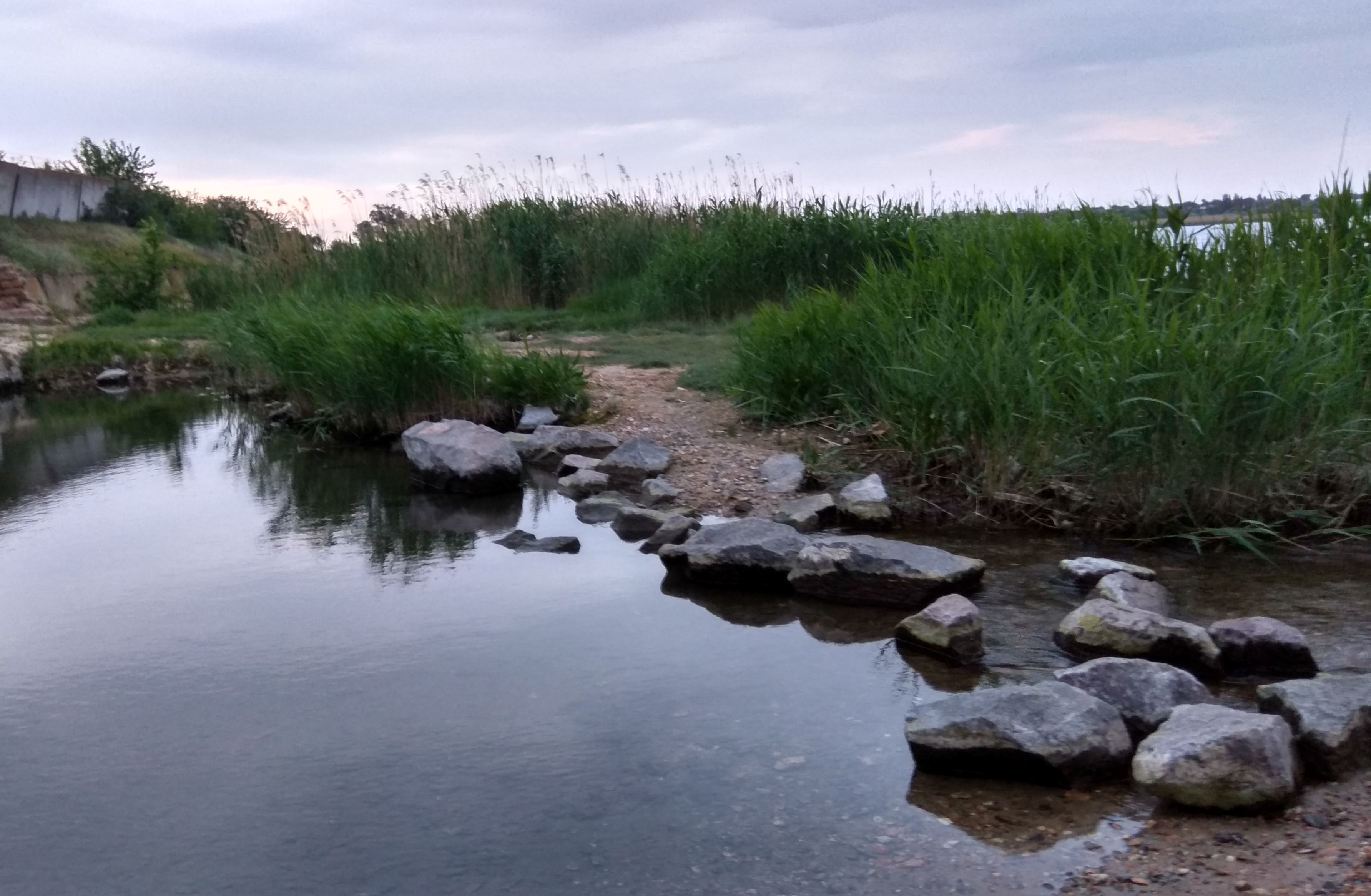
Білозерські джерела
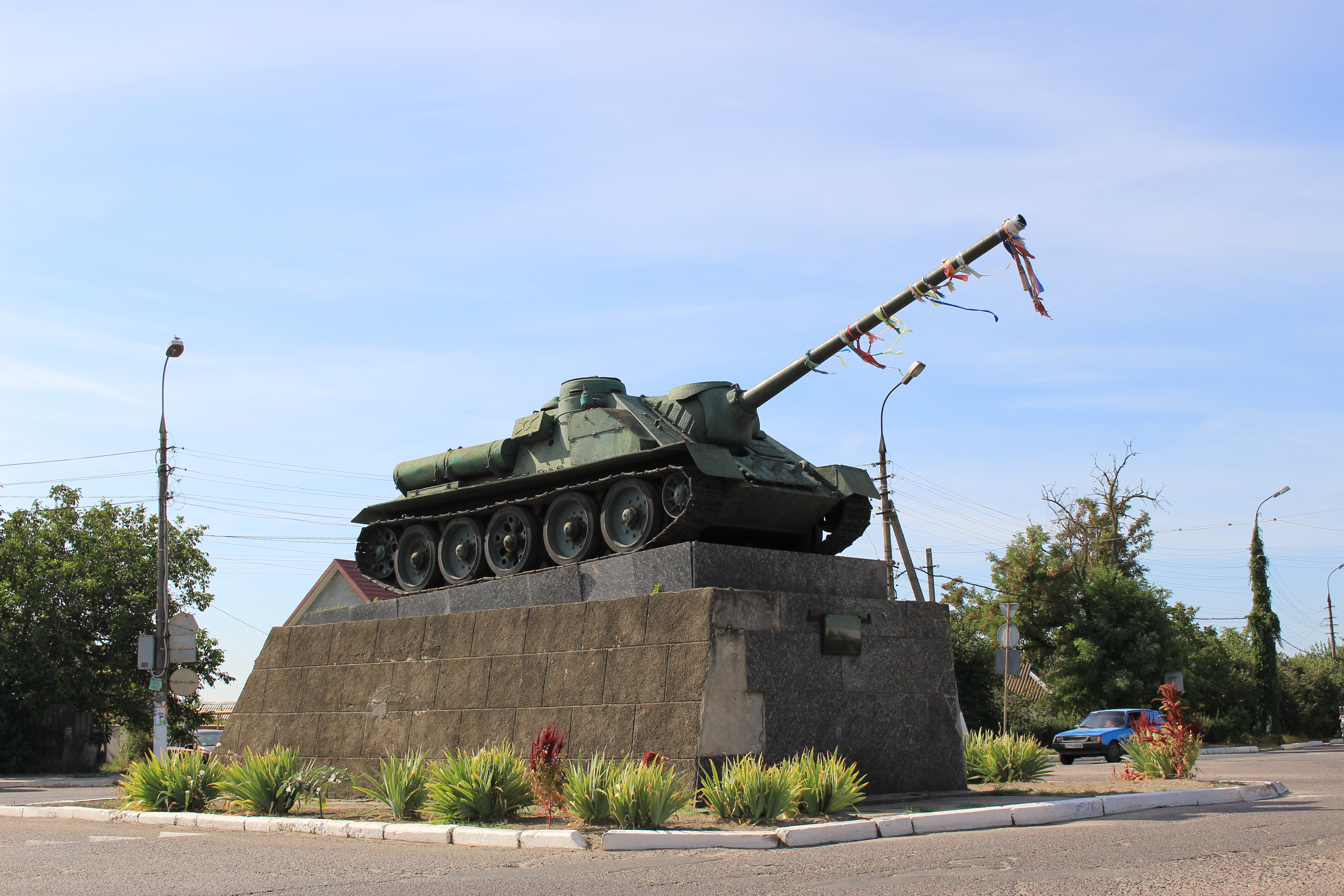
Пам'ятник на честь Перемоги над нацистською Німеччиною
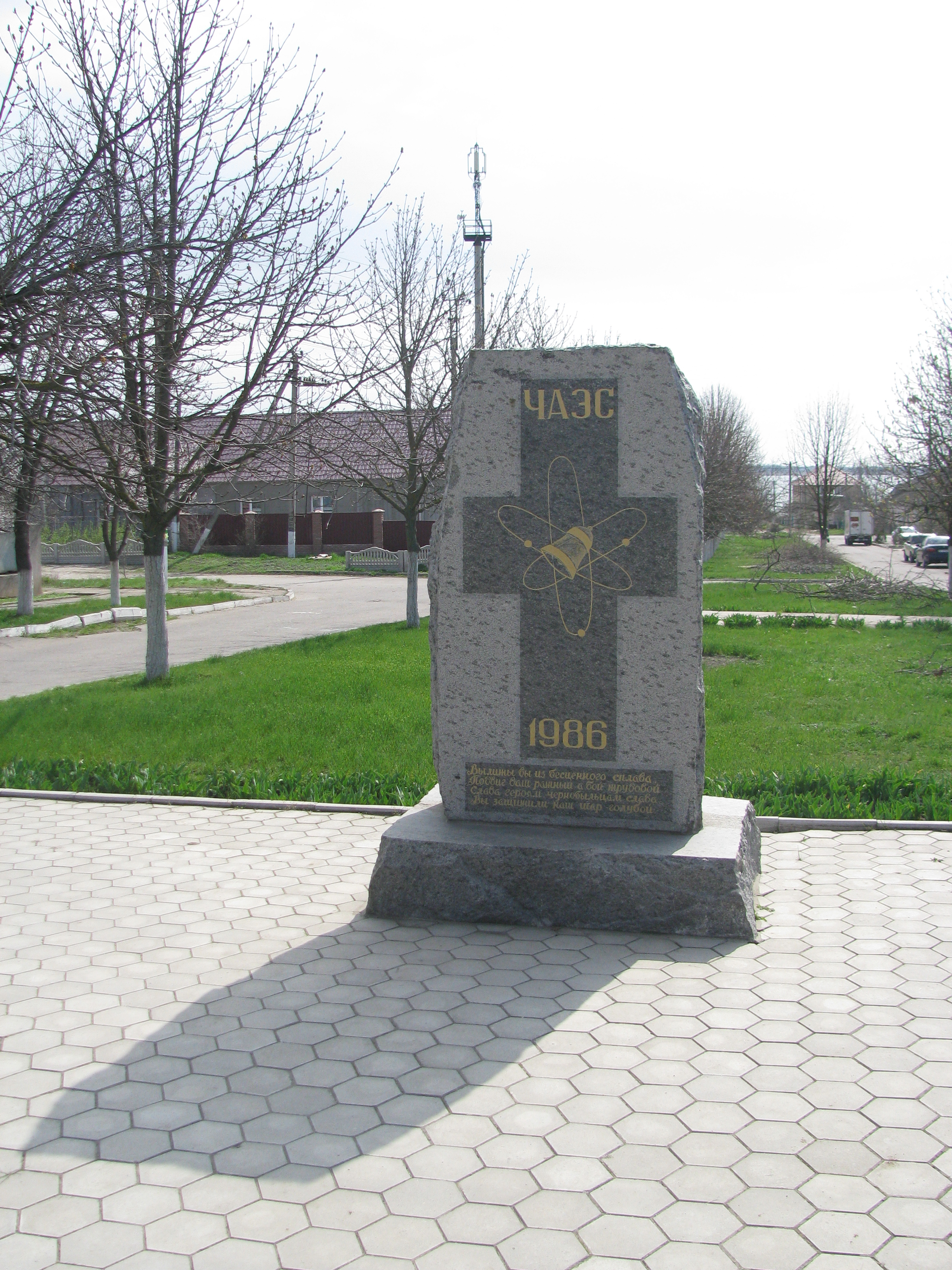
Пам'ятник ліквідаторам аварії на ЧАЕС
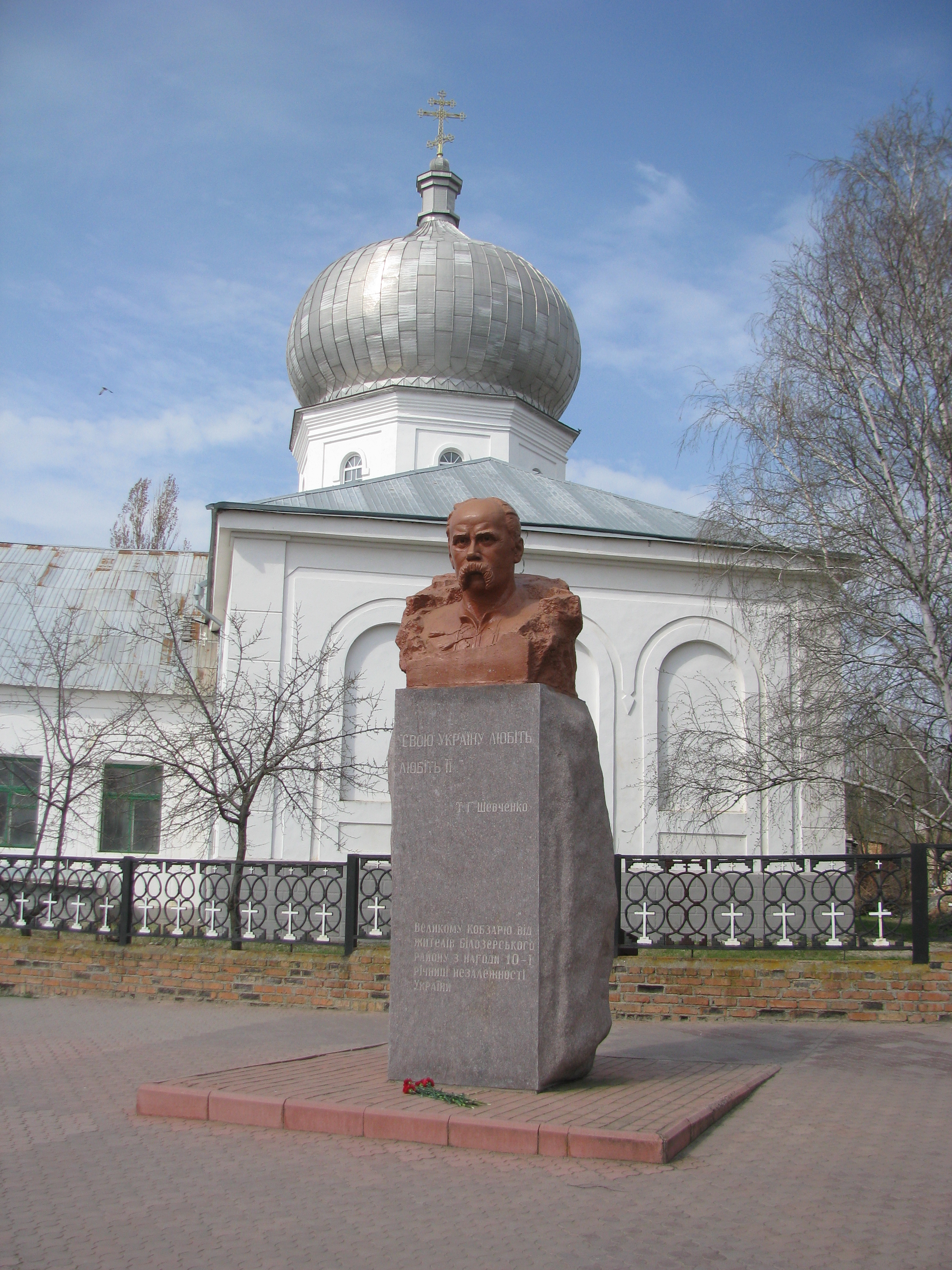
Пам'ятник Т. Г. Шевченко

## Рекомендована література
- Білозерка // Знаменні пам'ятні дати Херсонщини на 2010 рік: бібліографічний покажчик. — Херсон, 2009. — С. 57—58.
- Кирпа Т. Единственный в мире слепоглухой ученый [О. И. Скороходова] — родом из Белозерки / Татьяна Кирпа // Гривна — 2013. — 30 мая(№ 23). — С. 15.
- Ружина В. Вулицями мого села / Вікторія Ружина // Придніпровська зірка. — 2013. — 4 січ.(№ 1).
- Сахно В. Білозерській просвіті — 100 років / В. Сахно // Придніпровська зірка. — 2011. — 11 берез(№ 10). — С. 5.
- Сахно В. Білозерці — 225! / В. Сахно // Придніпровська зірка. — 2005. — 21 жовт.(№ 42). — С.5.
- Нелепенко Т. П. Видатні вчені і Херсонщина / Т. П. Нелепенко // 70-річний шлях Херсонської області — досягнення та перспективи розвитку. — Херсон, 2014. — С. 182—185. (Скадовський Г. Л., с. 183—184; Скадовський С. М., с. 184).
- Сосна А. Сергей Бондарчук — гений из Белозерки / Анастасия Сосна // ТелеКомпас «Гривна»: прил. к газ. «Гривна». — 2010. — 19-26 авг.(№ 34). — С. 1.